# رفعت سلام
رفعت سلام (16 نوفمبر 1951 - 6 ديسمبر 2020) شاعر مصري، يعد من أبرز شعراء جيل السبعينات في مصر، وساهم في إصدار مجلة "إضاءة 77" مع بعض زملائه، ثم أصدر مجلة «كتابات»، أصدر أول ديوان شعري له عام 1987 بعنوان «وردة الفوضى الجميلة»، كما له عدد من الكتب في مجال الترجمة منها «الأعمال الكاملة لبودلير»، حاز على جائزة كفافيس الدولية للشعر عام 1993، وتوفي في 6 ديسمبر 2020.

## حياته
ولد بمدينة منيا القمح في محافظة الشرقية، وفي عام 1955 عاد مع أسرته إلى مدينته الأصلية منية شبين في محافظة القليوبية عام 1955. التحق بجامعة القاهرة عام 1969، ودرس الصحافة فيها، ثم تخرج منها عام 1973. شارك في تأسيس مجلة «إضاءة 77»، كما أسس مجلة «كتابات» الأدبية، التي نُشرت على صفحاتها للمرة الأولى مصطلح «جيل السبعينات» وصدر منها ثمانية أعداد، صدر له تسعة دواوين شعرية، وترجم عددا من الأعمال لشعراء عالمين أمثال بوشكين وماياكوفسكي ورامبو وبودلير ووالت ويتمان وكفافيس وريتسوس.

## أعماله

### مؤلفات
صدر له تسعة دواوين شعرية، منها:
- وردة الفوضى الجميلة 1987.
- إشراقات رفعت سلاَّم 1992.
- إنها تُومئ لي 1993.
- هكذا قُلتُ للهاوية 1995.[9]
- إلى النهار الماضي 1998.[10]
- كأنَّها نهاية الأرض 1999.[11]
- حجرٌ يطفو على الماء 2008.[12]

### دراسات
- المسرح الشعري العربي 1986.[13]
- بحثًا عن التراث العربي: نظرة نقدية منهجية 1990.[14]
- بحثًا عن الشعر، مقالات وقراءات نقدية 2010.[15]

### ترجمات
- بوشكين: الغجر.. وقصائد أخرى 1982.
- ماياكوفسكي: غيمة في بنطلون.. وقصائد أخرى 1985.
- كربرشويك: الإبداع القصصي عند يوسف إدريس 1987.
- ليرمونتوف: الشيطان.. وقصائد أخرى 1991.
- يانيس ريتسوس: اللذة الأولى، مختارات شعرية 1992.
- هذه اللحظة الرهيبة، قصائد من كرواتيا 1997.
- يانيس ريتسوس: البعيـد، مختارات شعرية شاملة 1997.
- سوزان برنار: قصيدة النثر من بودلير حتَّى الآن مراجعة وتقديم.، 1998/ 2000
- جريجوري جوزدانيس: شعـرية كفافي 1999.
- دراجو شتامبوك: نجومٌ منطفئةٌ على المنضدة 2008.
- شارل بودلير: الأعمال الشعرية الكاملة 2009..
- قسطنطين كفافي: الأعمال الشعرية الكاملة
- أوديسيوس إيليتِس: له المجـد
- يانيس ريتسوس: سوناتا ضوء القمر.

### فصول وأجزاء من كتب ودراسات أكاديمية
- د. عز الدين إسماعيل: الشعر العربي المعاصر، قضاياه وظواهره الفنية والمعنوية، الطبعة الخامسة، المكتبة الأكاديمية، القاهرة 1996.
- د. محمد الجزار: لسانيات الاختلاف (أطروحة دكتوراه)، سلسلة «كتابات نقدية» (43)، الهيئة العامة لقصور الثقافة، القاهرة 1995.
- عبد الناصر هلال، توظيف التراث في الشعر العربي المعاصر في مصر 1967-1994 (أطروحة دكتوراه) كلية البنات/جامعة عين شمس، 1996.
- فاطمة قنديل: التناص في شعر السبعينيات (أطروحة ماجستير)، سلسلة «كتابات نقدية» (86)، الهيئة العامة لقصور الثقافة، القاهرة 1999.
- عبد الله السمطي، قصيدة الحداثة في شعر السبعينيات (أطروحة ماجستير)، كلية الآداب/ جامعة عين شمس، القاهرة 1999.
- إدوار الخراط: شعر الحداثة في مصر، سلسلة «كتابات نقدية» (97)، الهيئة العامة لقصور الثقافة، القاهرة 2000
- محمد مفتاح: المفاهيم معالم، نحو تأويل واقعي، المركز الثقافي العربي، بيروت والدار البيضاءء 1999

بعض الدراسات المنشورة في مجلات متخصصة عن الشاعر:
- دراسات: د.محمد مفتاح، محمود أمين العالم، عبد الله السمطي، محمد على اليوسفي، د. رمضان بسطاويسي، أشرف عطية، أيمن بكر، على الفواز، شريف رزق، محمد صفي الدين؛ بمجلات «فصول»/ القاهرة، «الحياة»/ لندن، «السفير»/ بيروت، «الثقافة الجديدة»/ القاهرة.

«د. عادل حلمي بدر» الإيقاع في قصيدة السبعينيات (أطروحة ماجستير) كلية الآداب، جامعة عين شمس، القاهرة 2001

## وفاته
توفي يوم الأحد 6 ديسمبر 2020 ميلاديًّا، الموافق 21 ربيع الآخر 1442 هجريًّا، عن عمر ناهز 69 عامًا، بعد مُعاناته مع المرض.